# Сурский заказник
Сурский заказник — государственный природный заказник федерального значения в Ульяновской области.

## История
Сурский заказник был создан 28 января 1985 года. Целью заказника является сохранение, восстановление и воспроизводство охотничьих и редких видов животных, а также среды их обитания.

## Расположение
Заказник располагается в междуречье рек Сура и Барыш, на территории Сурского района Ульяновской области. Общая площадь заказника составляет 22 200 га.

## Флора и фауна
На территории заказника произрастает 524 вида сосудистых растений. Растут сосновые боры и смешанные леса. В водоёмах распространены пузырчатка обыкновенная, сальвиния плавающая, кувшинка белая и чисто-белая и кубышка желтая. Встречаются таёжные растения, такие как брусника, черника, линнея северная, плаун булавовидный, дифазиаструм сплюснутый, диплазиум сибирский, грушанки. В Красную книгу Ульяновской области занесены 43 вида растений, произрастающих на территории заказника.
Животный мир заказника включает 60 видов млекопитающих, 120 видов птиц и 39 видов птиц. Широко распространены лось, кабан, куница, барсук, рысь, выдра, бобр, медведь, журавль серый, орел-могильник, большой подорлик, лебедь-шипун, глухарь, рябчик.